# LZ 3

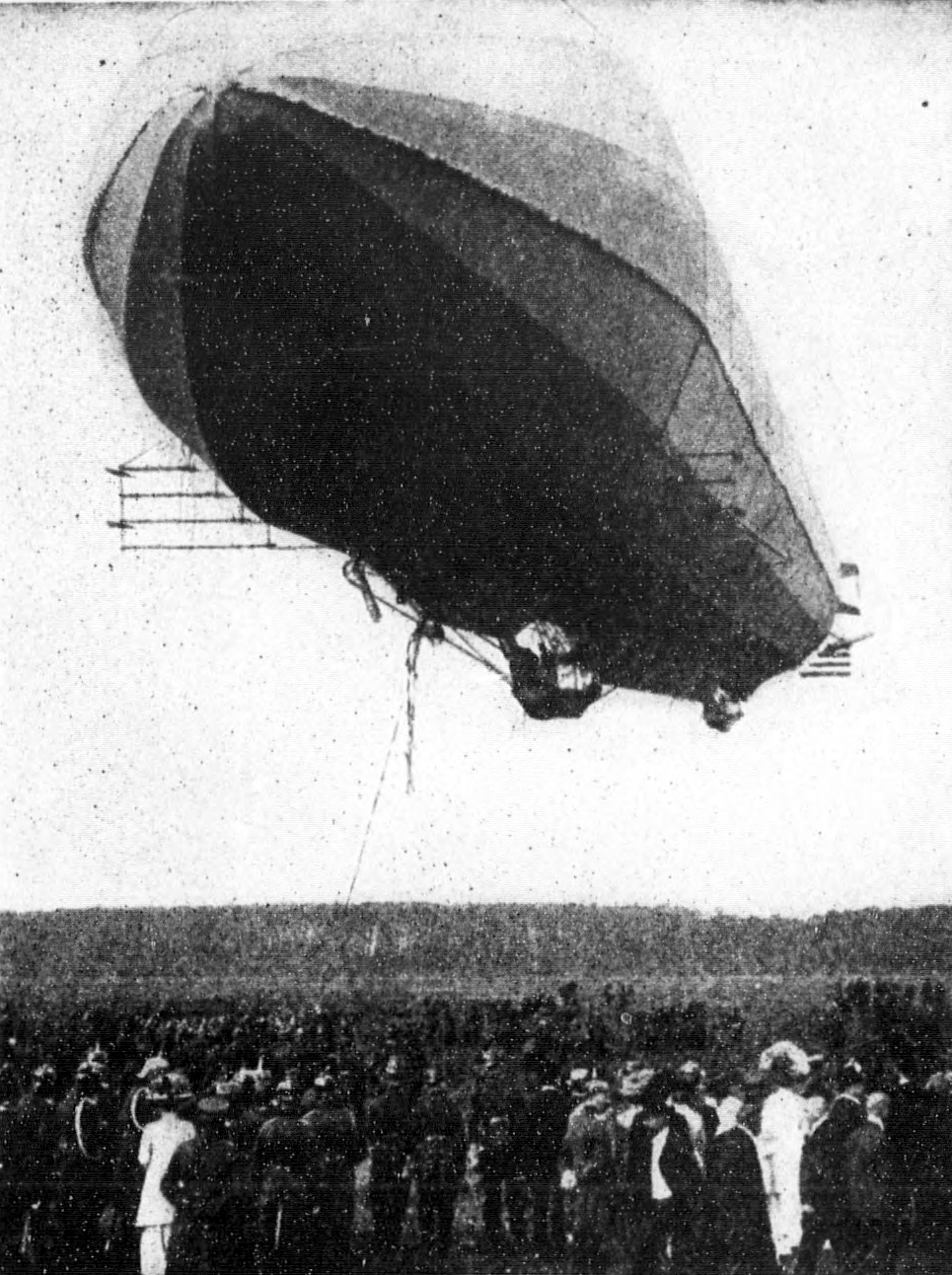
Цеппелин LZ 3 приземляется. 1909 год.

LZ 3 — немецкий жёсткий экспериментальный дирижабль, построенный компанией Фердинанда фон Цеппелина во Фридрихсхафене. Первый полёт совершил 9 октября 1906 года, после чего было совершено большое количество пассажирских полётов. Впоследствии был закуплен Германской армией.

## Конструкция
В целом конструкция корабля была сходна с конструкцией дирижабля-предшественника, LZ 2. Размеры корпуса, двигатели и конструкция винтов LZ 2 были сохранены. Однако, объём несущего газа увеличился. К тому же, конструкторы учли опыт предшественника, оказавшего нестабильным в полёте, поэтому LZ 3 был оснащён дополнительными стабилизаторами.
Впоследствии конструкция воздушного судна была доработана: была модифицирована конструкция стабилизаторов, на горизонтальных стабилизаторах были установлены рули управления.
После крушения LZ 4 дирижабль был реконструирован: была добавленная новая секция длиной 8 метров, вследствие чего объём несущего газа увеличился на 12 888 м³. Над задней частью корпуса теперь возвышался дополнительный вертикальный стабилизатор. На дирижабле были установлены новые двигатели мощностью (применительно к одному) 78 кВт.

## История полётов
• 9 октября 1906 года дирижабль совершил свой первый полёт с одиннадцатью членами экипажа на борту. Полёт длился 2 часа 17 минут.
• Второй полёт был совершён на следующий день, после чего корабль был помещён в ангар на зимнее время.
После данных полётов компания Цеппелина получила грант в размере 500 000 марок.
К компании было выдвинуто требование: LZ 3 должен совершить 24-часовой полёт, после чего он будет куплен государством. Понимая, что дирижабль не сможет совершить полёт такой продолжительности, Цеппелин приступает к разработке нового корабля LZ 4.
• 24 сентября 1907 года дирижабль совершил свой третий полёт продолжительностью 4 часа 17 минут.

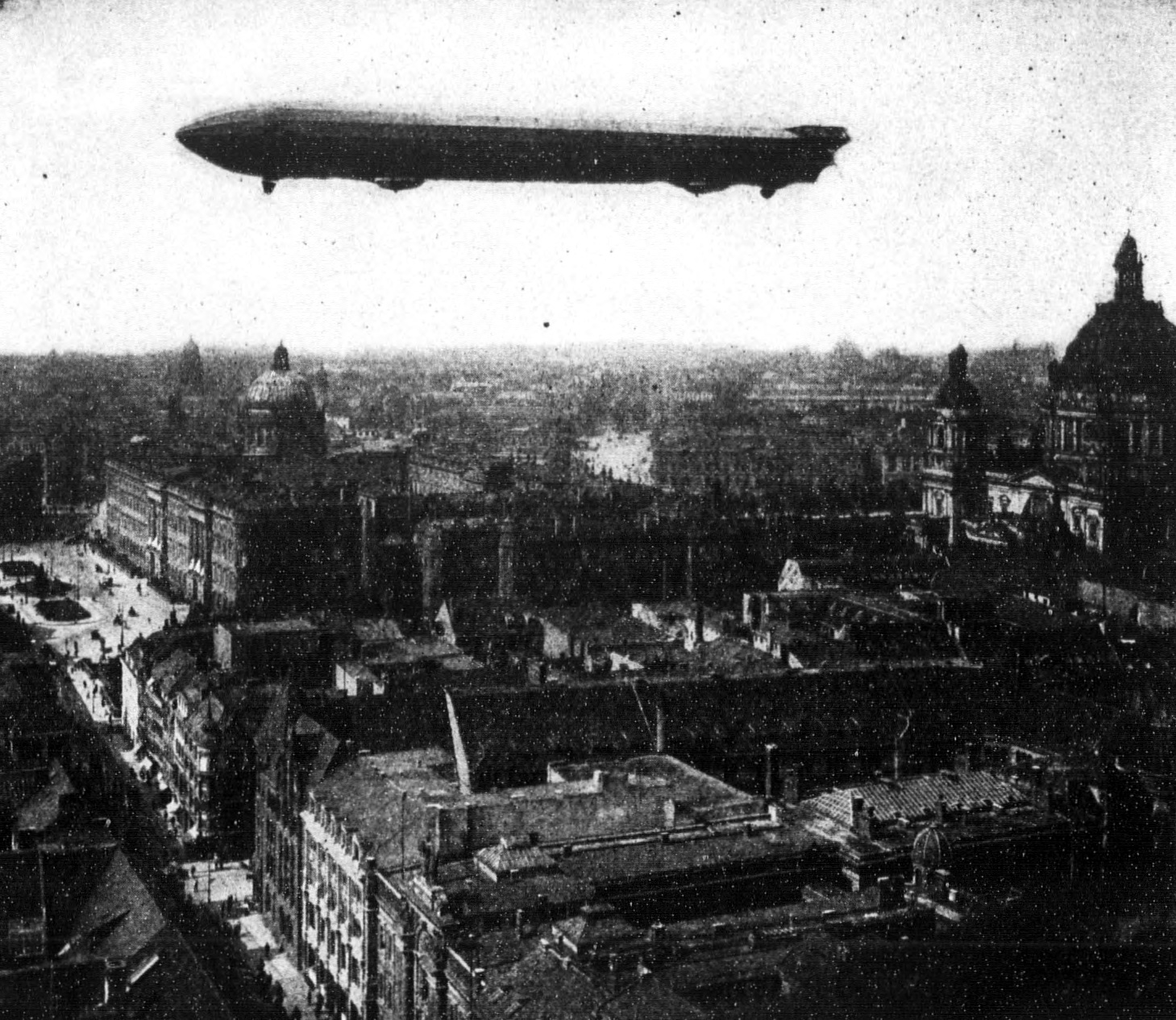
LZ 3 над Берлином. 1909 год.

• 8 октября дирижабль совершает полёт с наследником трона, принцем Уильямом на борту. После этого, 14 декабря, находясь в плавучем ангаре во время шторма, LZ 3 получает сильные повреждения.
• Вследствие крушения LZ 4, 21 октября 1908 года LZ 3 был отремонтирован и доработан. 23-26 августа дирижабль проходил испытания, и 7 ноября корабль совершил полёт продолжительностью 5 часов 55 минут.
• Вскоре дирижабль был принят на службу государству и продолжал эксплуатироваться под обозначением Z I. Снят с эксплуатации в 1913 году.

## Технические характеристики
• Длина: 126,19 м
• Диаметр: 11,75 м
• Объём: 11 429 м³
• Силовая установка: 2 × Даймлер, по 63 кВт каждый
• Максимальная скорость: 40 км/ч